# Astrophiura permira
Astrophiura permira är en ormstjärneart som beskrevs av Percy Sladen 1879. Astrophiura permira ingår i släktet Astrophiura och familjen fransormstjärnor. Inga underarter finns listade i Catalogue of Life.